# (31492) Jennarose
1999 CV57 (asteroide 31492) é um asteroide da cintura principal. Possui uma excentricidade de 0.14344390 e uma inclinação de 5.64406º.
Este asteroide foi descoberto no dia 10 de fevereiro de 1999 por LINEAR em Socorro.